# ウィルヘルミナ・バーンズ＝グラハム

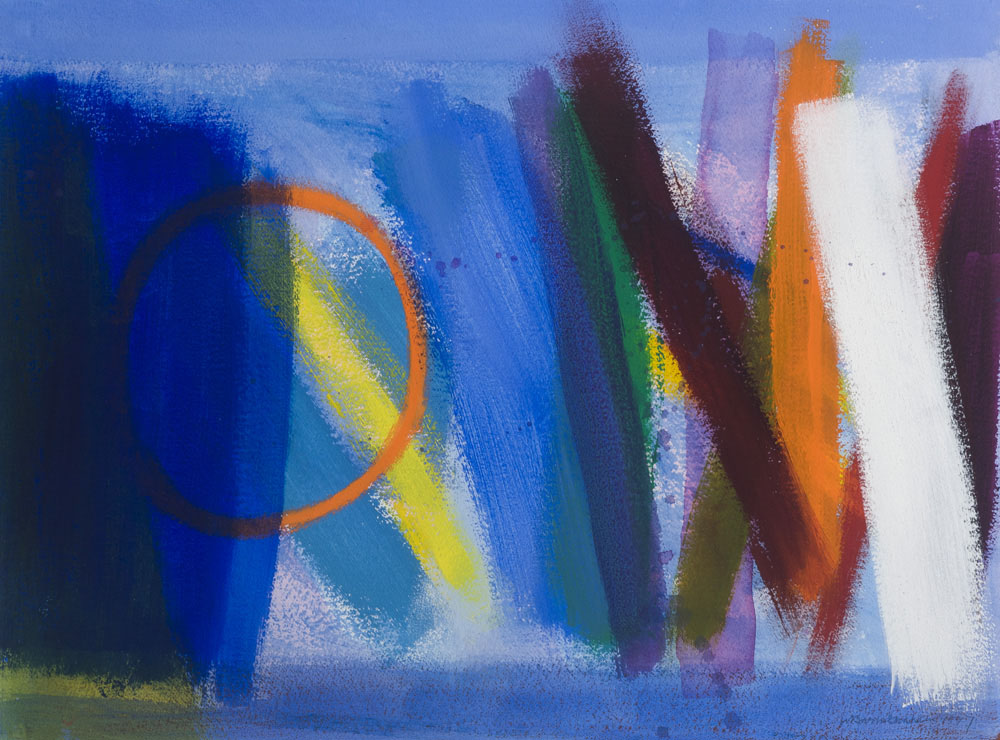
Scorpio Series 3, No.9　1997年　ウィルヘルミナ・バーンズ＝グラハム財団収蔵

ウィルヘルミナ・バーンズ＝グラハムCBE （英: Wilhelmina Barns-Graham、1912年6月8日 - 2004年1月26日）は、イギリスを代表する抽象画家であり、ペンウィズ芸術協会の会員。

## 生い立ち

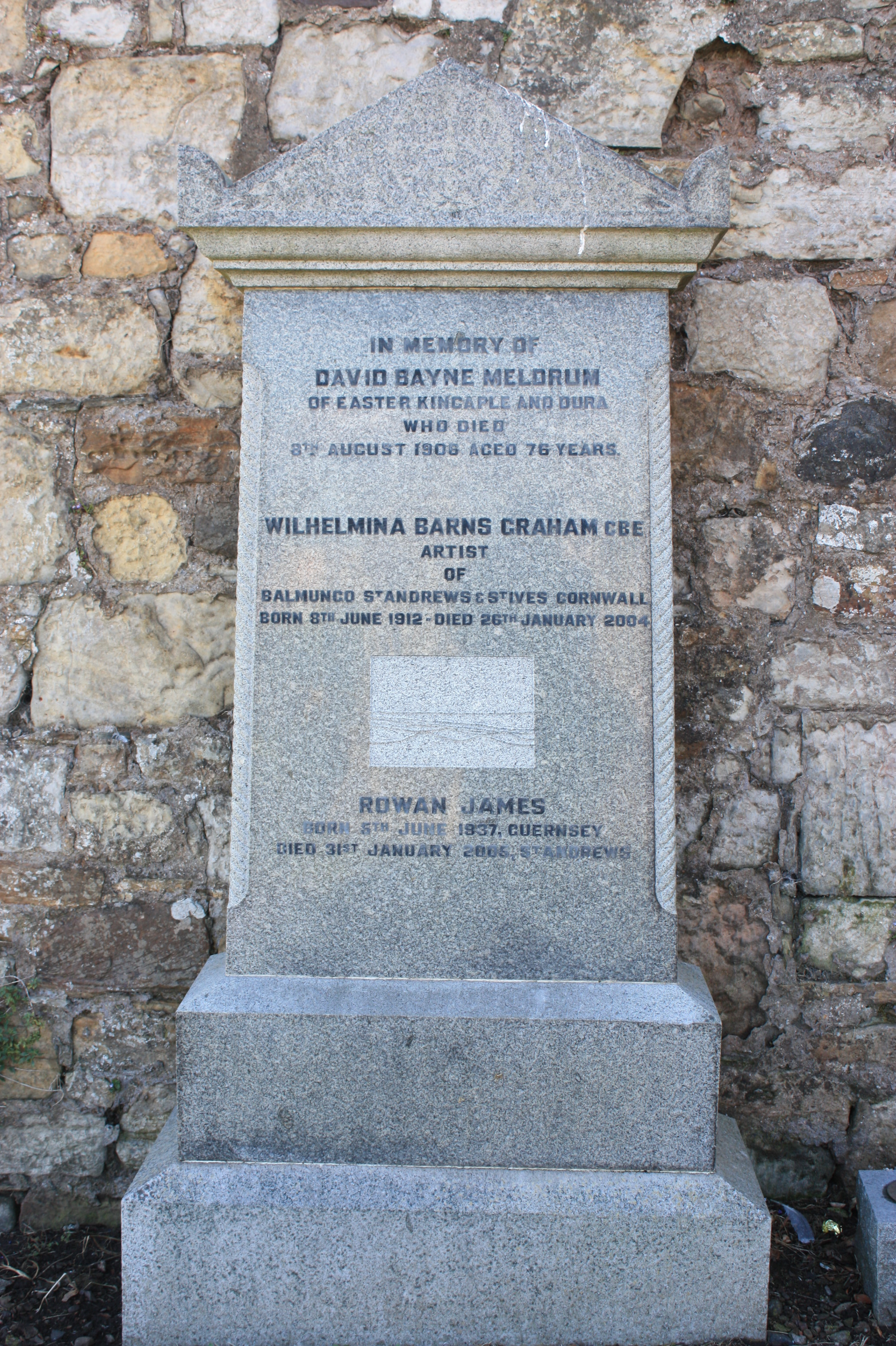
ウィルヘルミナ・バーンズ＝グラハムの墓、セント・アンドルーズ、イースタン・セメタリー

ウィリーの通称でも知られていたウィルヘルミナ・バーンズ＝グラハムは、1912年6月8日、ファイフ、セント・アンドルーズに住むスコットランド人の旧家に生まれた。バーンズ＝グラハムの両親ははとこ同士であり、それぞれ国東部と西部の代表的なスコットランド系ジェントリの生まれであった。彼女は、幼少時から創作的な才能の片鱗を見せていた。バーンズ＝グラハムは学校で彼女の絵が壁に飾られたときに、画家を目指すことを決めた。後年、彼女はこの決断について次のように語った。「絵が私を選んだのです――選んだのは私ではありません」。

## 学生時代
高校課程修了後、バーンズ＝グラハムはエディンバラ芸術大学への入学を目指したが、感情の抑えられない男であった父との間の諍いもあり、入学は1931年まで待つこととなった。大学在学中、彼女は肖像画家デイヴィッド・アリソンや風景画家ウィリアム・マクタガートから指導を受けたほか、彼女の友人でスコットランドの著名な画家達であるロバート・マクブライドやロバート・コフーン、ウィリアム・ギアらからも教えを受けた。バーンズ＝グラハムは生まれつき肺が弱かったが、ストレスや不安がこれに追い打ちをかけ、1933年に胸膜炎を発症した。これにより、彼女は大学を休学せざるをえなかった。1936年、バーンズ＝グラハムはようやくエディンバラ芸術大学を修了・卒業した。

## 画業の前半期
大学卒業後、バーンズ＝グラハムは研究旅行のためパリやロンドン、サン・トロペに滞在した。その後、エディンバラ芸術大学の学長、ヒューバート・ウェリントンの勧めで、1940年にコーンウォール地方のセント・アイヴスに移り住む。バーンズ＝グラハムは、当時モダニズムの画家が多く住んでいたカービス・ベイにほど近い場所に居を構えた。引っ越しから数日後のある夕方、バーンズ=グラハムはバーバラ・ヘップワースと出会い、彼女からすぐに後まで続くこととなる感銘を受けた。バーンズ=グラハムはその後、ボーラス・スマートやアルフレッド・ウォリス、バーナード・リーチのほか、画家のベン・ニコルソンや彫刻家のナウム・ガボ、マーガレット・メリスらと対面している。セント・アイヴスでの2週間ののち、彼女はセント・アイヴス芸術家協会の事務本部があったポースミア・ギャラリーのすぐ一軒下に最初のアトリエを構えた。当時の彼女の画風はコーンウォールの風景とセント・アイヴスの港湾から強い影響を受けていた。1940年から1941年のあいだ、バーンズ＝グラハムは勤労奉仕として工場での迷彩ネットの生産に携わるかたちで連合国側への戦時体制に奉仕したが、扱う資材が原因で皮膚炎を発症した。これにより、彼女はこの仕事をやめ、メッシュ地のベストや靴下を編む作業に従事することとなった。
1942年、バーンズ＝グラハムはセント・アイヴス芸術家協会と、毎年出展を行っていたニューリン芸術家協会の会員となった。セント・アイヴスに根を下ろす一方で、彼女は、1943年開催の第117回ロイヤル・スコティッシュ・アカデミー展をはじめ、スコットランドで開催されていた展覧会に自身の作品を送っていた。1940年代はセント・アイヴスの芸術家たちが活動的な時代であった。彼らはイギリス国内や海外から、展覧会の開催や画廊からの買い取りの誘いを受けていた。セント・アイヴス芸術家協会の主事だったボーラス・スマートが彼女の作品の価値をかっていたことから、彼女の絵画作品はこれらのリストに常に名を連ねていた。
戦後、セント・アイヴス芸術家協会に参加する若い近代美術家は、その数をさらに伸ばした。バーンズ＝グラハムもその一人であったが、彼女たちの作品は、マリーナーズ教会を改装したニュー・ギャラリー内の、洗礼盤周りの暗い照明のあたる場所に展示されることが多かった。このことから、バーンズ＝グラハムたちは「洗礼盤周りの芸術家たち」とあだ名されるようになった。彼女たちはセント・アイヴス教会のより保守的な画家たちから敵意を向けられていたので、彼らはとは別に、同ギャラリー内の地下聖堂で自作の展示を行うことに決め、クリプト・グループを自称した。地下聖堂の展示スペースとして活用は話題となり、同協会の若手モダニズム画家のメンバーの展示の場として何度も使われ、1947年3月にはバーンズ＝グラハムやベン・ニコルソン、バーバラ・ヘップワース、ピーター・ラニヨンといった17名の芸術家たちが合同で展覧会を行った。
バーンズ＝グラハムは、レッドファーン・ギャラリーでの六人展に彼女の作品が出品されたことで、ロンドンで初めて自作の展示をおこなう機会を得た。これは、パトリック・ヘロンの紹介と支えによるところであった。彼はセント・アイヴスのスタジオを訪れ、彼女の作品に魅せられていた。バーンズ＝グラハムはその後、1952年、レッドファーン・ギャラリーで初の個展をひらくこととなる。
緊迫に満ちた数年の後、1949年、セント・アイヴス協会を去ったバーンズ＝グラハムは、離脱した芸術家たちで新しく立ち上げたペンウィズ芸術協会に設立メンバーとして参加した。同年6月に開かれたペンウィズ芸術協会の初の展覧会は大成功をおさめ、2755人の有料来場者が訪れた。
同じ年、バーンズ＝グラハムは結婚する。相手は詩人志望の若い作家で、のちに建築家として知られることとなる、デヴィッド・ルイスであった。しかし、1960年、彼らは離婚した。
1950年、ブリティッシュ・カウンシルにより、バーンズ＝グラハムの作品、"Upper Glacier"が購入される。これは、彼女の当時のキャリアのなかで最高の売上となった。翌年には、ハーバート・リードの『Contemporary British Art』に同作品が掲載された。彼女の作品は、レスター・ギャラリーズ開催のArtists of Fame and PromiseやICAギャラリーの新社屋オープニング展など、ロンドンでの展覧会に名を連ねるようになっていた。1951年、バーンズ＝グラハムの作品はフランス・ビエンナーレ絵画展などの国際展にも出品され、彼女はイギリス人作家8名のうちの1人としてフランスに招待された。

## 画業の後半期
バーンズ＝グラハムはその後20年にわたり、スイス、イタリア、パリ、スペインなどを定期的に旅した。テリー・フロスト、スタス・パラスコスらと親交を深めたリーズ芸術学校での教職期間（1956年 - 1957年）と、ロンドンでの3年間（1960年 - 1963年）を除き、彼女はセント・アイヴスに暮らし、画業に勤しんだ。1960年からは、おばのメアリー・ニーシュ――大学生時代を通じ彼女を支援した――から相続したセント・アンドリュースの郊外の家で夏を過ごし、冬をスコットランドで過ごすという生活をおくるようになった。
第二次世界大戦後、セント・アイヴスがモダニズムの中心でなくなると、バーンズ＝グラハムはセント・アイヴス派の傍流に過ぎなかったという美術史的な見方もあり、彼女の作品と芸術家としての重要性は第一線から引いたものとなった。しかし、バーンズ＝グラハムは老年期になってから遅ればせながら注目されるようになる。1992年にはセント・アンドルーズ大学から、2000年にはプリマスのいくつかの大学から、2001年にはエクセターの、また、2003年にはヘリオット・ワット大学から名誉学位が授与された。1999年、彼女はロイヤル・スコティッシュ・アカデミーとスコットランド王立水彩画家協会の名誉会員に選ばれた。2001年には大英帝国勲章を授与された。また同年には、リン・グリーンによる、バーンズ＝グラハムの人生と作品についての初の主要なモノグラフ、"W.Barns-Graham : A Studio Life"（Lund Humphries社）が出版された。2007年には、アン・ガンによる"The Prints of Wilhelmina Barns-Graham: a complete catalogue"（同じくLund Humphries社）が出版された。彼女の作品は、イギリス国内のいくつかの主要なパブリック・コレクションに収蔵されている。
ウィルヘルミナ・バーンズ＝グラハムは、2004年1月26日にセント・アンドリュースで亡くなった。イースタン・セメタリーの、聖堂にほど遠くない西壁に葬られた。彼女は自身の財産すべてを、1987年に彼女自身が設立したバーンズ＝グラハム公益財団に遺贈した。この信託のねらいは、彼女の名声を育み、守ることと、彼女の人生と作品についての知識を深めること、重要な作品と書類の目録を作成すること、そして、バーンズ＝グラハムの意向にもとづき、選ばれた美術大学や大学の学生たちに助成金や奨学金を提供することによって芸術や美術史を学ぶ彼らを支援・鼓舞することにある。

## 画風
彼女の人生を通じ、ウィルヘルミナ・バーンズ＝グラハムの作品、代表的なものとしては風景からインスピレーションを得た絵画が、具象と抽象のはざまにあった。早くも8才のときに、彼女は色付きチョークで抽象的な造形を描き出していた。コーンウォールにたどり着いた1940年からは、彼女自身の画風と視覚言語を作り上げていくにつれ探求的・実験的なものとなった。以後セント・アイヴスからの影響は徐々に増し、彼女の作品上のイメージとして、局所的な形や色――コーンウォールの岩礁、風景、街並み――が現れるようになった。彼女が経験したこの時期のもっとも重要な革新は、おそらくナウム・ガボのアイディアからきたものであった。彼は、形を数学の観点からよりも空間の観点から捉えようとする、空間幾何学の法則に関心をもっていた。1949年、バーンズ＝グラハムは、スイスのグリンデルヴァルト氷河を歩いた経験から受けた感銘によって、氷河をテーマとした連作の製作をはじめる。これらの作品は、物体を外側からの視点だけでなく、内側からの視点も含めた全方位から見るという考え方が反映されている。1952年、地元の景観についての習作は、より平面的で二次元的なものになったが、スペインへの旅を経た1950年代半ばからは、彼女は自身の作風をより表現主義的で自由なものに展開させていった。

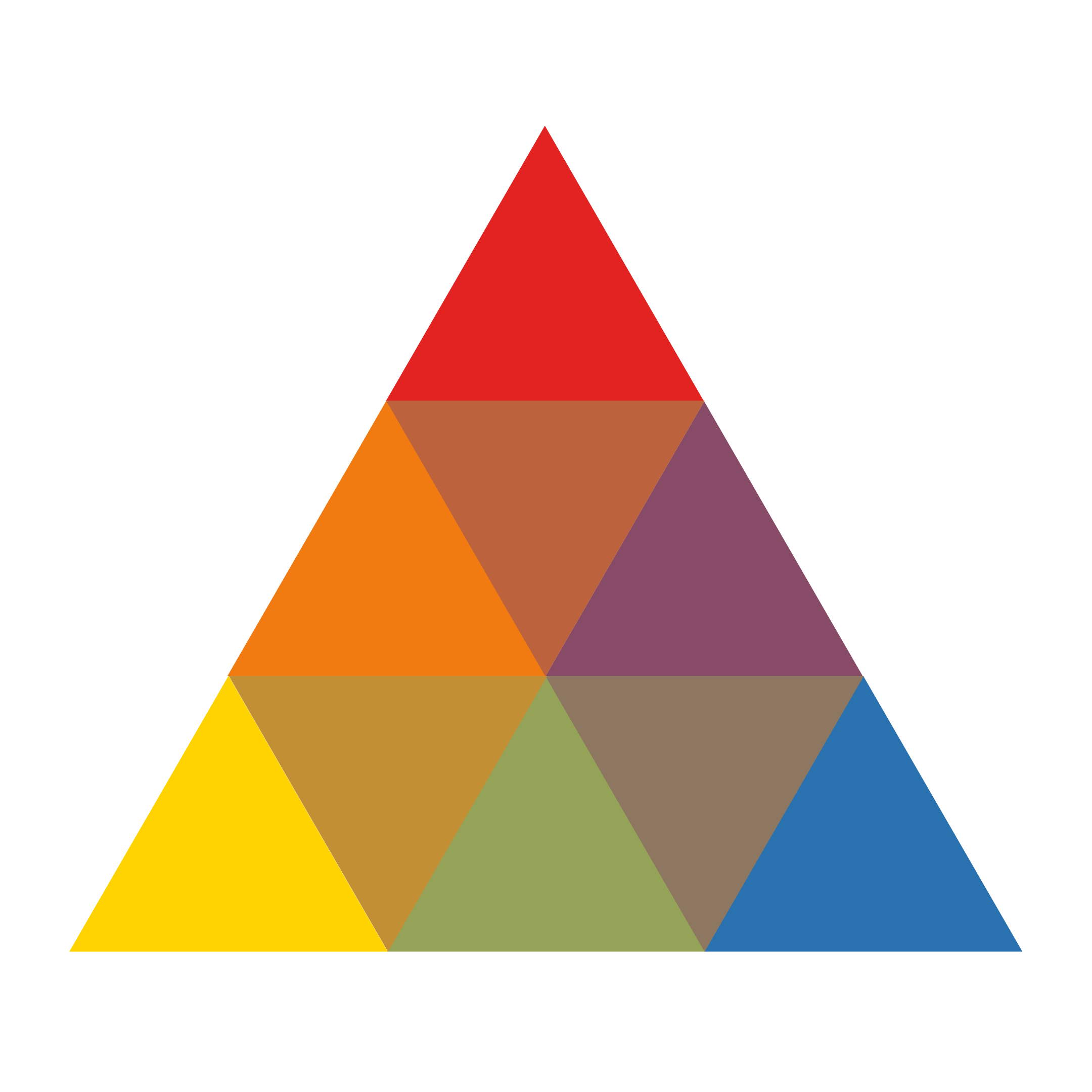
ヨゼフ・アルバースが『配色の設計 ―色の知覚と相互作用』で言及した色彩理論　1963年

1960年代前半、バーンズ＝グラハムは、自身の私生活の波乱もあり、絵画への新鮮なアプローチとして、徹底的に幾何学的な抽象画風を採り入れた。色彩やデザインに対する非常に直感的なセンスと相まり、作品はしばしば、一見した印象から受けるもの以上に活力に満ちている。虚空のなかで、正方形は転がり、円形は漂う。彩りと動きが一体となって現れる作品に見られるように、バーンズ＝グラハムがセント・アイヴスからの影響下から最も離れたのはこの時期であろう。むしろ、このアプローチは、より定型的抽象の視覚的効果によってもたらされる新たな可能性を受け入れるという点で、この時期にイギリスの芸術家たちを熱狂させていたヨゼフ・アルバースの作品に対するバーンズ＝グラハムの関心を反映していると考えられる。
しかし、彼女の多くのイメージは自分の身の回りの世界に対する観察から生まれたものであるという形跡が存在する。1970年代後半に描いた氷河の連作や、パウル・クレーの手法で描かれた波のような複数の線で構成された、海や風の隠れたエネルギーを探求した作品群に、それを見ることができる。1980年の"Expanding Form"シリーズは、それまでの15年間に生み出した数多くのアイデアの集大成であり、これらの作品における詩的な動きは、彼女のよりリラックスした視点を表している。
1980年代後半から亡くなるまでのあいだ、バーンズ＝グラハムの作風はますます自由になり、1950年代後半以降には見られなかった生命の表現と自由な筆致が見られるようになる。作品はおもに紙に描かれた（この時期、キャンバスに描かれた作品は比較的少ない）。彼女の人生と生活の楽しさを反映するように、描かれるイメージは、当初は非常に複雑で、色彩とエネルギーに富んだものであったが、同時に大胆かつシンプルなものへと展開していった。「作品において、私は色とタッチ、エネルギー、鮮やかさの喜びと重要性について表現したかったのです。人生の謳歌――リスクを冒して予期せぬものを生み出すこと」。彼女の見解は、1999年から2003年にエディンバラのガラール・プレスと共同で制作したシルクスクリーンの傑作ともいえる連作において完璧に表現されている。
バーンズ＝グラハムの作品は現在、英国芸術協議会やテート・ブリテン、大英博物館、ヴィクトリア&アルバート博物館といった、いくつかのパブリック・コレクションに収められている。